# 涝淄河
涝淄河，位于中国山东省中部，为乌河左岸支流，发源于淄博市淄川区东北大北山北麓，向北流经淄博市临淄区、张店区，于桓台县县城南郊入乌河。全长39公里，流域面积115平方公里。